# Huntleya citrina
Huntleya citrina är en orkidéart som beskrevs av Robert Allen Rolfe. Huntleya citrina ingår i släktet Huntleya och familjen orkidéer. Inga underarter finns listade i Catalogue of Life.

## Bildgalleri

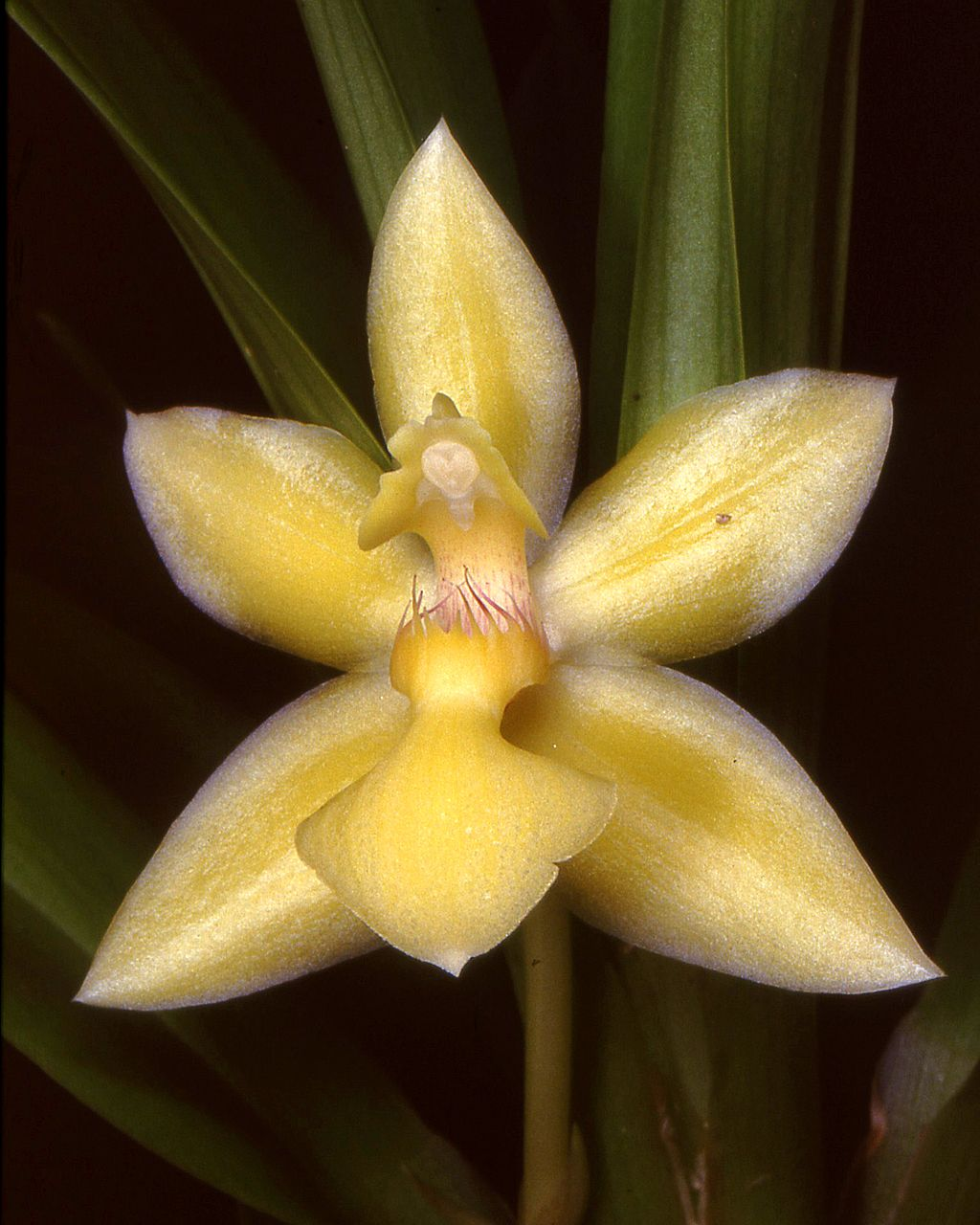
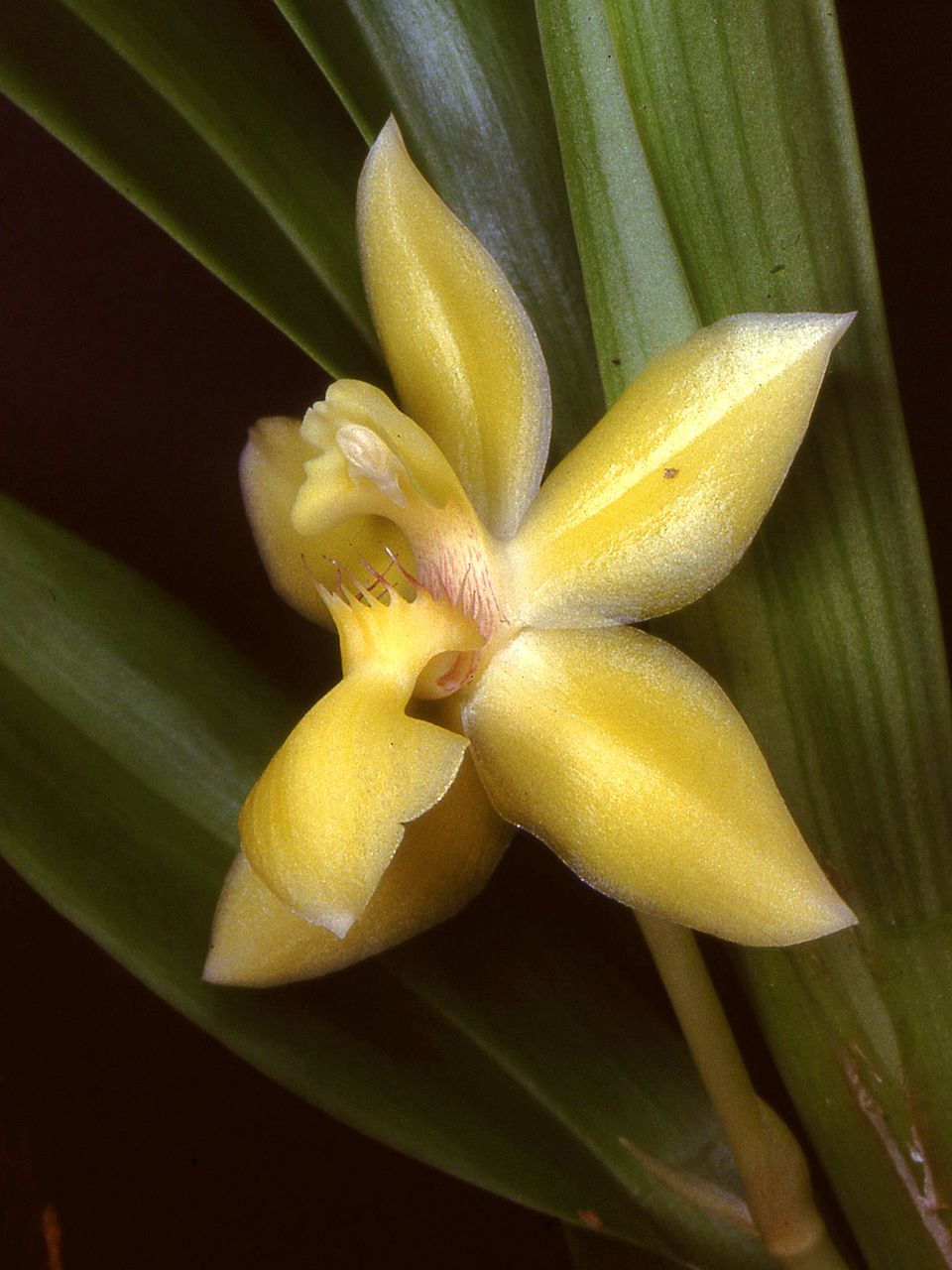
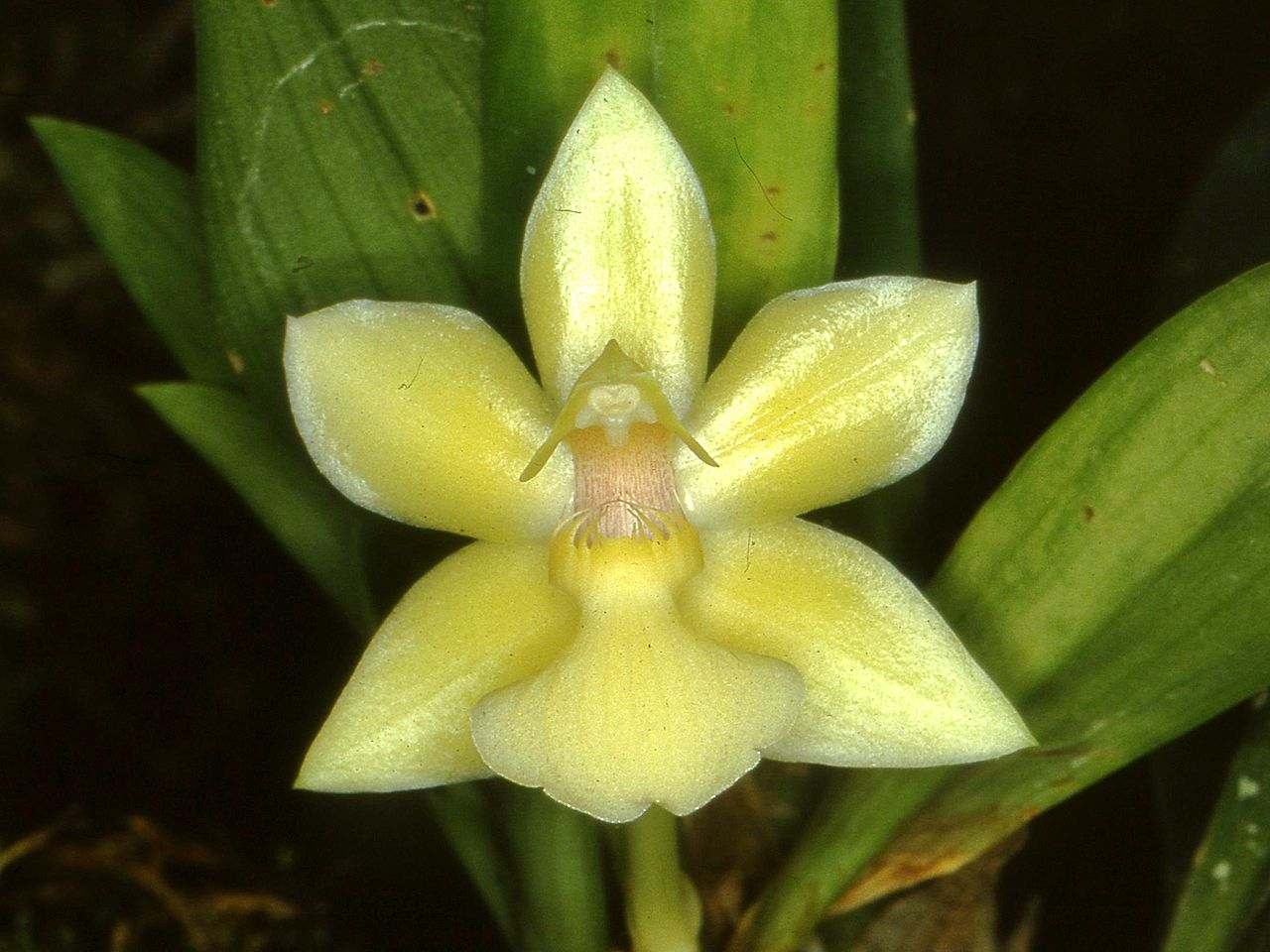
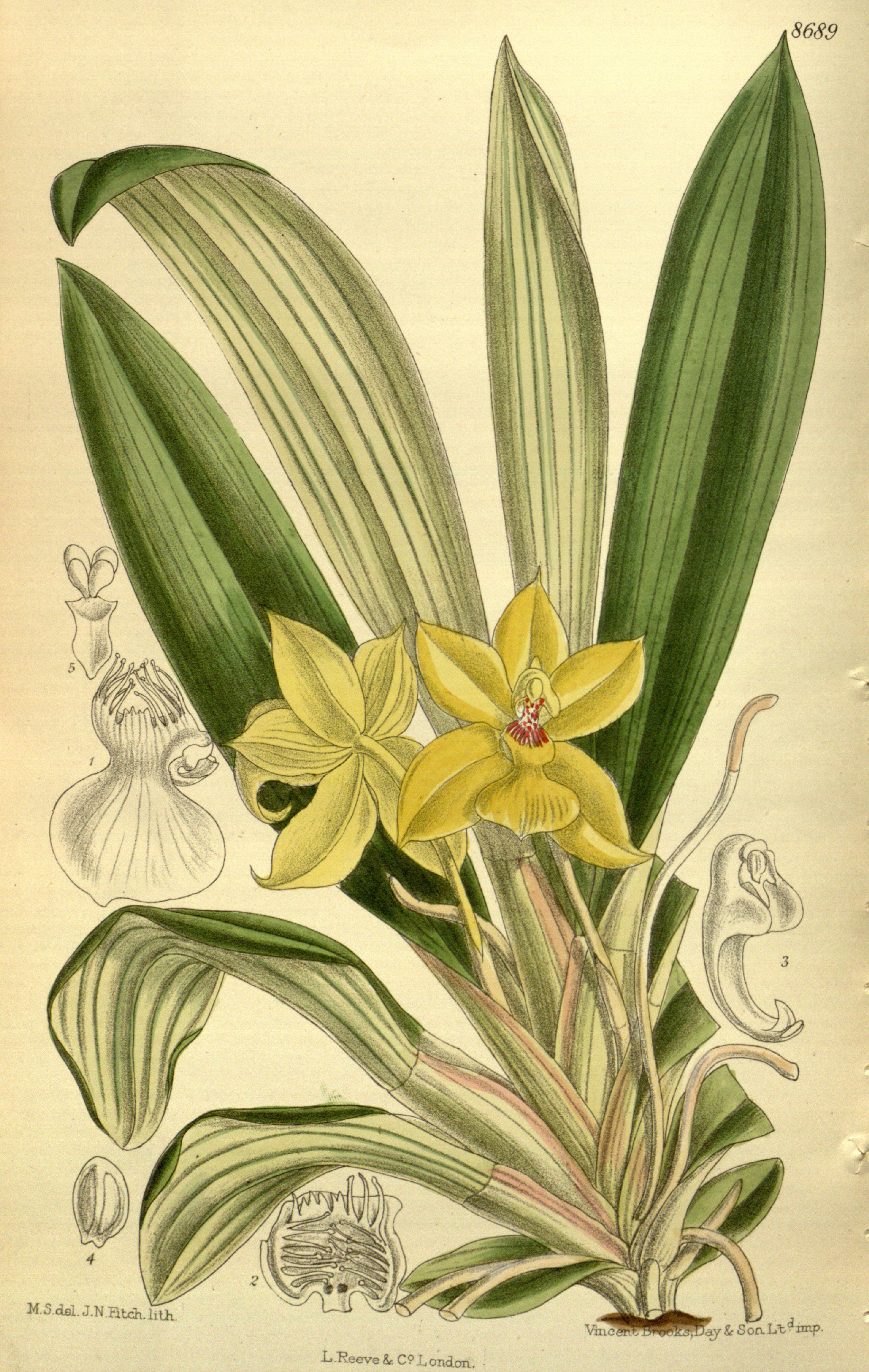